# NGC 2596
NGC 2596 is een spiraalvormig sterrenstelsel in het sterrenbeeld Kreeft. Het hemelobject werd op 26 januari 1865 ontdekt door de Duitse astronoom Albert Marth.

## Synoniemen
- UGC 4419
- MCG 3-22-13
- ZWG 89.30
- IRAS08245+1726
- PGC 23714